# Sokawati
Sokawati is een bestuurslaag in het regentschap Pemalang van de provincie Midden-Java, Indonesië. Sokawati telt 2112 inwoners (volkstelling 2010).